# Scilla Elworthy
Priscilla "Scilla" Elworthy Ph.D (* 3. června 1943, Galashields, Skotsko) je britská aktivistka za mír, která byla třikrát nominována na Nobelovu cenu za mír.

## Curriculum vitae
Od roku 1962 studovala společenské vědy na Trinity College v Dublinu. Během prázdnin pracovala v uprchlických táborech ve Francii a v Alžírsku. Po studiu cestovala po západní a jižní Africe. V roce 1970 se provdala za Murraye McLeana, podnikatele z Jižní Afriky.
Je matkou dcery Polly Jess McLean (narozena 1974) a nevlastní matkou Leighy, Jaye, Shirley, Sophie a Pippa, kromě toho má vnoučata Pearl May Mary a Wolfetone. V roce 1993 získala titul PhD v oboru politické vědy na Univerzitě v Bradfordu.

## Veřejná činnost
Od roku 1970 do roku 1976 předsedala jihoafrické organizaci pro výživové vzdělávání Kupugani. V roce 1977 zakládala pobočku Minority Rights Group ve Francii a o rok později publikovala výsledky svého výzkumu o ženské obřízce. V roce 1982 založila organizaci Oxford Research Group, ze které odstoupila v roce 2003 a založila novou charitu s názvem Přímo k míru (Peace Direct), která podporuje lokální aktivisty za mír v krizových oblastech. Za svou činnost byla třikrát nominována na Nobelovu cenu míru. Ve funkci výkonné ředitelky ORG působila od roku 1982 do roku 2003. V roce 2003 byla oceněna mírovou cenou Niwano (Niwano Peace Prize). Od roku 2005 působila jako poradce Petra Gabriela, Desmonda Tutu a Richarda Bransona při založení skupiny vlivných lidí z celého světa "Starší" (The Elders), kteří připravují lepší rozhodnutí pro budoucnost lidí. Je členkou Světové rady budoucnosti (World Future Council) a v roce 2012 spoluzaložila komunitu žen ze všech kontinentů s názvem Rostoucí ženy, rostoucí svět (Rising Women, Rising World). Tato komunita má být zodpovědná za vytvoření světa, který pracuje pro všechny. Od podzimu 2011 v Berlíně organizovala kurzy vědomí a transformace konfliktů pro profesionály ve spolupráci s Thomasem Hüblem. Je patronkou iniciativy s názvem "Velká iniciativa genderových práv a trust pro rovnoprávnost" (The GREAT Inititiative Gender Rights and Equality Action Trust) a členkou Mezinárodní poradní rady Institutu pro ekonomiku a mír a řady dalších. V roce 2015 byla zvolena mezi 100 nejvíce inspirativních osobností a získala 32. pozici. V roce 2016 založila iniciativu FemmeQ.

## Publikace
Je autorkou knihy The Business Plan for Peace: Building a World Without War (Podnikatelský plán pro mír: Budování světa bez války), další knihou je Pioneering the Possible: awakened leadership for a world that works (Průkopnictvi možného: probudilé vedeni pro svět, který funguje - North Atlantic Books, 2014). Její příspěvek na iniciativě TED vidělo přes 1,1 milionu lidí.

## Myšlenky Scilly Elworthy
- "Věci, kterých se bojím, tloustnou z energie, kterou je sama krmím. Tak se stávají skutečností."[5]
- "Způsob myšlení, který ovládal naši výchovu po 3000 let, přivedl lidstvo na pokraj vyhlazení. Přišel čas nastolit rovnováhu mezi mužskou a ženskou inteligencí."
- ".... je obscénní, že teď po celém světě utratíme (zhluboka se nadechne) 1 686 miliard dolarů (ročně) za militarizaci, ačkoli už 10 nebo 11 miliard dolarů by zajistilo čistou vodu a hygienu každému dítěti na planetě."
- "Propočítala jsem, že celosvětová prevence války by přišla na pouhé dvě miliardy dolarů."
- „Potřebujeme, aby lidé, které zvolíme, byli příčetní, lidští a měli silný smysl pro to, co je dobré a co špatné.“
- "Přišel čas, abychom se obrátili směrem k ženštější inteligenci, která je dostupná stejně tak mužům jako ženám. Ženská a mužská inteligence se musí dostat do rovnováhy. Ženy by řekly, převážně protože rodí a mají blíž k zemi, že vědí, co život znamená a jak je vzácný. Ženy v sobě nesou moudrost, které se nikdy nedopřává sluchu. A teď nastal čas, kdy ženy přicházejí, kdy pozvedají hlasy. Aniž by kohokoli ohrožovaly, říkají pouze: To, co děláme, je šílené. "
- Dotaz na Scillu Elworthy: "Ale přece nemůžete Donalda Trumpa naučit, aby byl lepším člověkem, nebo ho na něj převychovat…"
Odpověď: "Nemyslím si, že to není možné. Ovšem je to hodně strmá cesta. Když se na toho člověka podívám, vidím výchovu plnou násilí, kdy ho přiměli cítit se malý a nepatrný, a on teď musí neustále vyhrožovat jiným lidem, aby si sám mohl připadat dobře. Takové lidi ve vládě nepotřebujeme. Potřebujeme to zorganizovat tak, aby lidé, které zvolíme, byli příčetní, lidští a měli silný smysl pro to, co je dobré a co špatné."[3]